# Frederik Brandhof
Frederik Brandhof (Skive, 5 luglio 1996) è un calciatore danese, centrocampista dell'Aarhus.

## Carriera
Cresciuto nel settore giovanile dello Skive, fa il suo esordio tra i professionisti nella primavera del 2014, mentre segna il suo primo gol nel match il Brabrand il 28 maggio 2014.
L'11 aprile 2017 firma un contratto quadriennale con il Midtjylland, per poi trasferirsi al Viborg.
Il 12 gennaio 2021, è stato annunciato all'Aarhus.

## Statistiche

### Presenze e reti nei club
Statistiche aggiornate al 16 maggio 2024.
| Stagione        | Squadra         | Campionato      | Campionato | Campionato | Coppe nazionali | Coppe nazionali | Coppe nazionali | Coppe continentali | Coppe continentali | Coppe continentali | Altre coppe | Altre coppe | Altre coppe | Totale | Totale |
| Stagione        | Squadra         | Comp            | Pres       | Reti       | Comp            | Pres            | Reti            | Comp               | Pres               | Retin              | Comp        | Pres        | Reti        | Pres   | Reti   |
| --------------- | --------------- | --------------- | ---------- | ---------- | --------------- | --------------- | --------------- | ------------------ | ------------------ | ------------------ | ----------- | ----------- | ----------- | ------ | ------ |
| 2014-2015       | Skive           | 1D              | 13         | 0          | CD              | 1               | 0               | -                  | -                  | -                  | -           | -           | -           | 14     | 0      |
| 2015-2016       | Skive           | 1D              | 22         | 1          | CD              | 2               | 0               | -                  | -                  | -                  | -           | -           | -           | 24     | 1      |
| 2016-2017       | Skive           | 1D              | 30         | 2          | CD              | 1               | 0               | -                  | -                  | -                  | -           | -           | -           | 31     | 2      |
| 2017-2018       | Skive           | 1D              | 28         | 2          | CD              | 2               | 1               | -                  | -                  | -                  | -           | -           | -           | 30     | 3      |
| Totale Skive    | Totale Skive    | Totale Skive    | 93         | 5          |                 | 6               | 1               |                    | -                  | -                  |             | -           | -           | 99     | 6      |
| 2018-gen. 2019  | Midtjylland     | SL              | 0          | 0          | CD              | 1               | 0               | -                  | -                  | -                  | -           | -           | -           | 1      | 0      |
| gen.-giu.2019   | Viborg          | 1D              | 13+2       | 0          | CD              | 0               | 0               | -                  | -                  | -                  | -           | -           | -           | 15     | 0      |
| 2019-2020       | Viborg          | 1D              | 29         | 10         | CD              | 0               | 0               | -                  | -                  | -                  | -           | -           | -           | 29     | 10     |
| 2020-2021       | Viborg          | 1D              | 21+5       | 2          | CD              | 2               | 0               | -                  | -                  | -                  | -           | -           | -           | 28     | 2      |
| Totale Viborg   | Totale Viborg   | Totale Viborg   | 63+7       | 12         |                 | 2               | 0               |                    | -                  | -                  |             | -           | -           | 72     | 12     |
| 2021-2022       | Aarhus          | SL              | 18+9       | 1          | CD              | 2               | 0               | -                  | -                  | -                  | -           | -           | -           | 29     | 1      |
| 2022-2023       | Aarhus          | SL              | 17+7       | 0          | CD              | 3               | 2               | -                  | -                  | -                  | -           | -           | -           | 27     | 2      |
| 2023-2024       | Aarhus          | SL              | 12+5       | 0          | CD              | 5               | 0               | UECL               | 1                  | 0                  | -           | -           | -           | 23     | 0      |
| Totale Aarhus   | Totale Aarhus   | Totale Aarhus   | 47+21      | 1          |                 | 10              | 2               |                    | 1                  | 0                  |             | -           | -           | 79     | 3      |
| Totale carriera | Totale carriera | Totale carriera | 203+28     | 18         |                 | 19              | 3               |                    | 1                  | 0                  |             | -           | -           | 251    | 21     |